# Kaple Panny Marie Prostřednice všech milostí
Kaple Panny Marie Prostřednice všech milostí ve Vědlicích je drobná pozdně barokní sakrální stavba z 18. století stojící ve stráni před obcí.

## Historie
Kaple byla postavena v 18. století mlynářem Franzem Hornem, který vlastnil ve Vědlicích mlýn č.p. 17. Tento mlýn je na začátku 21. století usedlostí pod silnicí u kaple. Traduje se, že kapli nechal postavit po tragické smrti své manželky, kterou přejel koňský povoz u mlýna. V období 1945-1989 byla kaple zdevastována. Pozemek s kaplí je ve 2. dekádě 21. století v soukromém vlastnictví Ing. Josefa Wenzla ze Statenic. Tento majitel v roce 2016 zorganizoval opravu silně poškozené kaple do původní podoby s využitím dotace z Ministerstva zemědělství ČR. Původně měl kapli po opravě žehnat 8. května 2017 litoměřický biskup Jan Baxant, ale pro nemoc jej zastoupil generální vikář Martin Davídek, který kapli při benedikci zasvětil Panně Marii Prostřednici všech milostí.

## Popis
Kaple je čtvercová se zaoblenými rohy, pilastry a volutovým štítem.